# Anairetes reguloides
Tourinho-de-crista-bicolor ou chifrudo-enlutado (Anairetes reguloides) é uma espécie de ave da família Tyrannidae.
Pode ser encontrada nos seguintes países: Chile e Peru.
Os seus habitats naturais são: matagal húmido tropical ou subtropical e matagal tropical ou subtropical de alta altitude.